# 傑格霍夫宮
傑格霍夫宮（德語：Schloss Jägerhof）是位於德國城市杜塞爾多夫市中心的一座建築。傑格霍夫宮修建於1752年至1763年，當時還位於市區之外。現在傑格霍夫宮是一座博物館。

## 外部連結
- Goethe-Museum im Schloss Jägerhof （页面存档备份，存于）
- Stadtarchiv Düsseldorf: Das Schloß Jägerhof mit historischen Fotos
- Template:DLDüsseldorf